# Fred R. Low
Fred Rollins Low (Chelsea, Massachusetts, 3 de abril de 1860 – Passaic, Nova Jérsei, 22 de janeiro de 1936) foi um engenheiro mecânico estadunidense, durante longo tempo editor do periódico Power, personalidade internacional no jornalismo e engenharia.
Nascido em Chelsea, Massachusetts, Low recebeu escolaridade regular até os 14 anos, quando interrompido sua formação escolar devido a uma doença grave. Foi um self-made man, que começou sua carreira na indústria em 1874 como balconista no escritório de Boston da Western Union Telegraph Company, onde aprendeu telegrafia e estenografia. Tornou-se editor-chefe do periódico de engenharia Power em 1888 e serviu no cargo por 42 anos.
Depois de servir no conselho da cidade de 1901 a 1903 e ser presidente do conselho em 1905-06, Low serviu como prefeito de Passaic, Nova Jérsei no ano 1908-09. Foi presidente da Sociedade dos Engenheiros Mecânicos dos Estados Unidos em 1924-1925 e recebeu um doutor honorário de engenharia do Instituto Politécnico Rensselaer. Low morreu em sua casa em Passaic, Nova Jersey, depois de estar gravemente doente por vários anos.

## Publicações selecionadas
- Fred R. Low, Power Resources, Present and Prospective. 1924.